# Philomene Magers
Philomene Magers (* 1965 in Bonn) ist eine deutsche Galeristin. Sie gründete mit Monika Sprüth die Galerie Sprüth Magers.

## Biographie
Philomene Magers studierte von 1984 bis 1990 Kunstgeschichte, Philosophie, Christliche Archäologie und Germanistik in Bonn und München.
1990 eröffnete sie in Bonn ihre Galerie mit einer Einzelausstellung von Sylvie Fleury. 1992 verlegte sie den Sitz der Galerie nach Köln. Hier zeigte sie u. a. wichtige Ausstellungen wie Ad Reinhardt 16, 1955 (1992), Robert Morris Felt Pieces (1994) und John Baldessari photographs and text paintings from the 1960ies in der Ausstellung National City (1997). In dieser Zeit arbeitete sie auch mit den amerikanischen Minimalisten Donald Judd und Dan Flavin zusammen. Magers zeigte vor allem die bis dahin in Deutschland unterrepräsentierte Konzept- und Minimal Art aus Amerika. Darüber hinaus ergänzte sie ihr Programm mit dem amerikanischen Künstler Ed Ruscha, der, wie Robert Morris, Donald Judd und John Baldessari, bis heute Teil des Galerieprogramms ist.
Früh stellte Philomene Magers die beiden amerikanischen Künstlerinnen Karen Kilimnik und Andrea Zittel aus, denen sie zu internationaler Anerkennung verhalf.
1998 führten Philomene Magers und Monika Sprüth ihre Galerien zusammen. Es folgten Niederlassungen in München (2000), London (2003) und Berlin (2008) unter dem Namen Sprüth Magers. Nach dem Umzug nach Berlin im Jahr 2008 wurden die Ausstellungsprogramme in Köln und München eingestellt.
2016 eröffneten Magers und Sprüth ihre Dependance in Los Angeles und ein Büro in Hongkong. Sprüth Magers vertritt neben den genannten Künstlerinnen u. a. Richard Artschwager, Thomas Demand, Cyprien Gaillard, Andreas Gursky, Barbara Kruger, Jenny Holzer, Louise Lawler, Reinhard Mucha, Sterling Ruby, Ed Ruscha, Cindy Sherman, Ryan Trecartin und Rosemarie Trockel.
Philomene Magers stand 2015 in der „Power 100“-Liste von ArtReview gemeinsam mit Monika Sprüth an 13. Stelle der 100 einflussreichsten Personen im Kunstbetrieb, nachdem Philomene Magers im Jahr 2014 im Guardian als eine der wichtigsten Persönlichkeiten im Kunstbetrieb genannt wurde. Der Journalist Tobias Timm beschrieb Monika Sprüth und Philomene Magers in einem Artikel in der Zeit „als die erfolgreichsten Galeristinnen der Welt.“ Sam Keller bezeichnete Sprüth Magers in einem Impulse-Artikel, als eine der meistrespektierten und einflussreichsten Galerien der Welt.
Philomene Magers ist seit 1996 mit dem Regisseur und Produzenten Jan Schmidt-Garre verheiratet. Sie haben zwei Söhne und leben in Berlin.

## Publikationen (Auswahl)
- Monika Sprüth, Philomene Magers (Hrsg.): Ed Ruscha, Gunpowder and Stains. Köln: König 2000.
- Monika Sprüth, Philomene Magers (Hrsg.): Frances Scholz. Ich geb der Welt die Abstraktion zurück. Köln: König 2008.
- Monika Sprüth, Philomene Magers (Hrsg.): Thomas Scheibitz. The Goldilocks Zone. Köln: König 2008.
- Monika Sprüth, Philomene Magers (Hrsg.): Donald Judd. Working Papers, Donald Judd Drawings 1963-93. 2012, Katalog zur Ausstellung. London 2012.
- Monika Sprüth, Philomene Magers (Hrsg.): Cindy Sherman. A Play of Sleves. New York, Ostfildern: Hatje Cantz 2007.
- Monika Sprüth, Philomene Magers (Hrsg.): Ed Ruscha. Metro Mattresses. London: Phaidon 2016.
- Monika Sprüth, Philomene Magers (Hrsg.): Andro Wekua. Some Pheasants in Singularity. London: Koenig 2016.